# Lavinia Fontana
Lavinia Fontana (Bologna, 24. kolovoza 1552. – Rim, 11. kolovoza 1614.) bila je talijanska slikarica.

## Životopis
Lavinia Fontana rođena je u Bologni, gdje ju je u početku umjetnički podučavao njezin otac Prospero. Kasnije će flamanski umjetnik Denis Calvaert nadgledati završetak njezine obuke. Također je dobila diplomu na Sveučilištu u Bologni.
Godine 1577. izradila je autoportret za oca osobe za koju će se te godine udati, Gian Paolo Zappi. Postao je njezin agent dok je nastavila karijeru slikarice portreta i oltarnih slika. Brinuo se i o njihovoj obitelji, koja je s vremenom narasla i uključila 11 djece.
Nakon što je postigla veliki uspjeh u svom rodnom gradu, preselila se u Rim na poziv pape Klementa VIII. Tamo je naslikala svoje najveće djelo, ali ono je izgubljeno u požaru koji je uništio baziliku Svetog Pavla izvan zidina 1823. godine. Njezina brojna postignuća donijela su joj čast da postane članica Rimske akademije.